# Ben Aronov
Ben Aronov, ook Benny Aronov (Gary (Indiana), 16 oktober 1932 - Aix-en-Provence, 3 mei 2015), was een Amerikaanse jazzpianist, keyboardspeler en arrangeur.

## Biografie
Aronov studeerde aan de Universiteit van Tulsa en aan de Manhattan School of Music. Begin jaren 50 werkte hij als pianist in het orkest van Jerry Wald. Daarna vertrok hij naar Californië, waar hij speelde met de Lighthouse All-Stars en Terry Gibbs. Tevens begeleidde hij June Christy en Lena Horne. Hij woonde in New York en werkte hier met onder anderen Al Cohn en Zoot Sims, Lee Konitz, Jim Hall, Benny Goodman, Warren Vaché, Ken Peplowski en Carmen Leggio. Hij begeleidde ook de zangeressen Susannah McCorkle, Marlene VerPlanck en Morgana King. Daarnaast had eigen duo's en trio's waarmee hij jazzclubs in New York speelde. 
Onder eigen naam heeft Aronov een reeks albums opgenomen, waaronder een duoplaat met de bassist Jay Leonhart. Verder was hij van 1982 tot 2000 keyboardspeler in de  Broadway-opvoering van de musical Cats. Hierna ging hij met zijn vrouw naar de Provence om zijn oude dag door te brengen. Tot zijn overlijden in 2015 trad hij echter toch af en toe op als pianist, in Europa. Zijn laatste opnames dateren uit 2007, gemaakt in Londen en Parijs.
In de jazz speelde hij in de periode 1956-2007 mee op 71 opnamesessies, inclusief de opnames onder eigen naam. Hij is te horen op albums van onder anderen Astrud Gilberto, Budd Johnson, Chuck Israels, Peter Herbolzheimer, Mark Murphy, Harvie Swartz, Eddie Bert, George Masso, Wayne Roberts en Barbara Lea.

## Diskograpfie
- Suavity (Progressive 1977), met Jay Leonhart, Billy Hart (opnieuw uitgebracht onder de titel Introducing Ben Aronov[6])
- Shadowbox (Choice, 1979), met Tom Harrell, Bob Brookmeyer, Buster Williams, Joe LaBarbera
- Alone Together (Wolfrose, 1982), met Jay Leonhart
- The Best Thing for Me (Arbors Jazz 1997), met Ken Peplowski, Murray Wall, Tom Melito
- Falling Grace (2007), met Vincent Strazzieri, Cedrick Bel

- Bibliothèque nationale de France: cb14150841q (data)
- Gemeinsame Normdatei: 134965795
- International Standard Name Identifier: 0000 0000 7364 1715
- Library of Congress Control Number: n85014432
- MusicBrainz: 4fe1564a-69c0-46c3-925d-25ddfc7d97af
- Système universitaire de documentation: 156870495
- Virtual International Authority File: 11266060
- WorldCat: E39PBJdM7QXGvHrdhGvhrHB3wC